# Берлинское географическое общество
Берлинское географическое общество (нем. Gesellschaft für Erdkunde zu Berlin) было основано в 1828 году Карлом Риттером, Александром фон Гумбольдтом и другими. Оно является вторым старейшим в мире.
Общество издает научный журнал «Die Erde» (Земля), который выходит с 1853 года; спонсирует молодых учёных.

## История
Подготовительное собрание состоялось в Берлине 20 апреля 1828 года; присутствовали Карл фон Рау, Карл Фридрих фон Клёден, Франц Август фон Этцель, профессора Иоганн Август Цойне и Генрих Бергхаус и Иоганн Якоб Байер. Целью Общества была объявлена популяризация географии. На учредительном собрании 7 июня 1828 года присутствовало ещё 20 профессоров, среди них фон Дехен, фон Ледебур, Риттер, Адальберт фон Шамиссо, Фалькенштейн и Медлер.
Первым председателем был избран Карл Риттер (его заместителем был фон Этцель); профессор Штейн и Карл Клёден были избраны секретарями; Рейманн был избран почётным членом Общества.
После Риттера председателями были: Генрих Барт (до 1865) и Густав Нахтигаль.
В мае 1839 года Общество получило права юридического лица.

## Награды
Общество вручало различные награды: золотую медаль Александра фон Гумбольдта, золотую и серебряную медаль Карла Риттера (обе учреждены в 1878 году), золотую и серебряную медаль Густава Нахтигаля и золотую медаль Фердинанда Рихтгофена (с 1933).